# 조 암스트롱 (배우)
조 암스트롱(Joe Armstrong, 1978년 10월 7일 ~ )은 잉글랜드의 배우이다.

## 출연 작품
- 다키스트 아워 - 존 에반스 역